# Zid žalosti
Zid žalosti je spomenik v Moskvi, posvečen žrtvam političnega preganjanja sovjetskega diktatorja Josifa Stalina. Spomenik je bil odprt 30. oktobra 2017, na dan spomina na žrtve političnih represij, posvetila pa sta ga ruski predsednik Vladimir Putin in moskovski patriarh Kiril.
V času Stalinovega vladanja med leti 1924 in 1953 je bilo v Sovjetski zvezi pobitih približno 750.000 ljudi, poleg milijonov žrtev, ki so umrli zaradi lakote, razmer v koncentracijskih taboriščih in drugih grozodejstev, ki jih je storila Stalinova vlada. Ruski predsednik Vladimir Putin je naročil gradnjo spomenika že leta 2014. Moskva je plačala približno 6 milijonov dolarjev stroškov, približno 800.000 dolarjev pa so prispevali individualni in korporativni donatorji. Med otvoritveno slovesnostjo oktobra 2017 je Putin izjavil: »Tragedije ne smemo pozabiti ali opravičiti, saj bo nedvoumna in jasna ocena zatiranja bo pomagala preprečiti ponavljajoča se dejanja.« Slovesnost je spremljalo okoli 100 udeležencev, med katerimi so bili številni starejši državljani, aktivisti za človekove pravice in moskovski vladni uradniki.